# (2409) Chapman
(2409) Chapman (1979 UG) – planetoida z grupy pasa głównego asteroid okrążająca Słońce w ciągu 3,41 lat w średniej odległości 2,27 au. Odkryta 17 października 1979 roku.